# Beyond the Gates (альбом Possessed)
Beyond the Gates — второй альбом дэт-метал-группы Possessed, вышедший в 1986 году.

## Об альбоме
Beyond the Gates является вторым полноформатным альбомом группы. Альбом выдержан немного в другом направлении, в отличие от дебютного Seven Churches. По сравнению с Seven Churches, Beyond the Gates имеет более техничную игру и немного грязный звук. Из-за плохой продюсерской работы в композициях не было мощи, как в предшественнике. Beyond the Gates стал признаком упадка Possessed, т.к. они выпустили EP The Eyes of Horror перед официальным распадом.
Недавно в интервью журналу Guitar World вокалист Possessed Джефф Бесерра сказал, что Beyond the Gates должен был стать более успешным коммерчески, поскольку их предыдущий альбом  был запрещен во всех крупных магазинах из-за перевернутого креста на обложке.

## Список композиций
- Вся музыка написана Майком Торраро, за исключением треков 3, 5 и 9 (Ларри ЛаЛонде). Все тексты песен написаны Джеффом Бесеррой, за исключением треков 1 и 11 (Instrumental)

| №                   | Название                       | Текст песни         | Музыка              | Длительность |
| ------------------- | ------------------------------ | ------------------- | ------------------- | ------------ |
| 1.                  | «Intro»                        | Instrumental        | Torrao              | 2:40         |
| 2.                  | «The Heretic»                  | Becerra             | Torrao              | 3:34         |
| 3.                  | «Tribulation»                  | Becerra             | LaLonde             | 4:48         |
| 4.                  | «March to Die»                 | Becerra             | Torrao              | 3:12         |
| 5.                  | «Phantasm»                     | Becerra             | LaLonde             | 4:23         |
| 6.                  | «No Will to Live»              | Becerra             | Torrao              | 6:47         |
| 7.                  | «Beyond the Gates»             | Becerra             | Torrao              | 2:55         |
| 8.                  | «The Beasts of the Apocalypse» | Becerra             | Torrao              | 3:13         |
| 9.                  | «Seance»                       | Becerra             | LaLonde             | 3:03         |
| 10.                 | «Restless Dead»                | Becerra             | Torrao              | 2:59         |
| 11.                 | «Dog Figh»                     | Instrumental        | Torrao              | 1:23         |
| Общая длительность: | Общая длительность:            | Общая длительность: | Общая длительность: | 34:46        |

## Участники записи
- Джефф Бесерра — вокал, бас-гитара
- Ларри ЛаЛонде — гитара
- Майк Торраро — гитара
- Майк Сус — ударные